# Calathea taeniosa
Calathea taeniosa là một loài thực vật có hoa trong họ Marantaceae. Loài này được Joriss. mô tả khoa học đầu tiên năm 1876.